# 低一點的天空
《低一點的天空》2003年上映的香港電影。是一部劇情片。是由鍾欣桐、鄭則士、黎耀祥、江美儀、張同祖領銜主演。姚天堂執導。寰宇國際出品。

## 故事介紹
肥貓是個後天患病的中度弱智人士，雖然智商比常人低，但對生活卻充滿熱誠和積極；小祥智力正常，但患有輕度痙攣，因自小受歧視而性格孤僻，就算與爺爺也沒話說；白雪仙本來是個活在幸福中的小女孩，可惜好景不常，12歲時的一場眼疾使她陷入黑暗，而世界在她心中始終保留著12歲時的美好。
三人在日常生活中都遭受到各種不便以及他人的歧視，肥貓用一顆真誠的心幫助祥和仙走出心理陰影正面生活。祥最大的願望是開書店，而仙最大的願望是重見光明，然後踏足舞台飾演長平公主。在祥和肥貓的鼓勵和支持下，仙決定做眼部手術。然而重見光明後，仙卻看到了社會的黑暗面，與12歲的理想完全不同，從而拒絕做二次手術。最後，仙能否保持積極心態面對社會、再次走上手術台，實現自己「長平」之夢呢？小祥的書店又能否在社會歧視的重圍中預期開張？當生活遭遇更沉重的挫折時，三人能否眾志成城？

## 演員表
| 演員   | 角色     |
| 鄭則士 | 肥 貓    |
| 鍾欣潼 | 白 雪 仙 |
| 黎耀祥 | 朱 國 祥 |
| 江美儀 | Connie   |
| 駱應鈞 |          |
| 余子明 |          |
| 張同祖 |          |
| 韓馬利 |          |
| 阮德锵 |          |
| 楊茜堯 | Eva      |

## 歌曲
- 主題曲：
  - 〈我的爸爸媽媽〉 - 鍾欣潼

（作曲：歐陽業俊、填詞：林夕、編曲：褚鎮東、監製：伍樂城）

## 演職人員
- 出品人：向華強
- 導演：姚天堂
- 編劇：林少枝
- 監製：鄭則士
- 製片：陳思敏
- 攝影：邱禮濤
- 剪接：張國雄
- 錄音：梁力之
- 美術：葉淑華
- 場記：陳惠珠
- 燈光：吳健文
- 策劃：梁曼儀
- 化妝：區劍生
- 道具：陳錦生、區浩鈞
- 服裝：林子婷
- 混音：林紹儒、潘偉基、廖家民
- 執行監製：陳明英
- 副導演：吳敬熙
- 髮型：馮兆儀
- 配樂：韋啟良
- 領銜主演：鄭則士、鍾欣潼、黎耀祥、胡美儀、張同祖
- 出品公司：中國星集團

## 外部連結
- 開眼電影網上《低一點的天空》的資料（繁體中文）
- 香港影庫上《低一點的天空》的資料（繁體中文）
- 时光网上《低一點的天空》的資料（简体中文）
- 豆瓣电影上《低一點的天空》的資料 （简体中文）
- 爛番茄上《低一點的天空》的資料（英文）
- AllMovie上《低一點的天空》的资料（英文）
- 互联网电影数据库（IMDb）上《低一點的天空》的资料（英文）